# Neil Willey
Neil Edward Willey (Enfield, 11 de septiembre de 1976) es un deportista británico que compitió en natación.
Ganó tres medallas en el Campeonato Mundial de Natación en Piscina Corta entre los años 1995 y 2000, y dos medallas de bronce en el Campeonato Europeo de Natación en Piscina Corta, en los años 1996 y 1999.
Participó en dos Juegos Olímpicos de Verano, en los años 1996 y 2000, ocupando el octavo lugar en Sídney 2000, en la prueba de 4 × 100 m estilos.

## Palmarés internacional
| Campeonato Mundial en Piscina Corta | Campeonato Mundial en Piscina Corta | Campeonato Mundial en Piscina Corta | Campeonato Mundial en Piscina Corta |
| Año                                 | Lugar                               | Medalla                             | Prueba                              |
| ----------------------------------- | ----------------------------------- | ----------------------------------- | ----------------------------------- |
| 1995                                | Río de Janeiro (Brasil)             | Medalla de plata                    | 100 m espalda                       |
| 1999                                | Hong Kong (China)                   | Medalla de bronce                   | 4 × 100 m estilos                   |
| 2000                                | Atenas (Grecia)                     | Medalla de bronce                   | 4 × 100 m estilos                   |
| Campeonato Europeo en Piscina Corta |                                     |                                     |                                     |
| Año                                 | Lugar                               | Medalla                             | Prueba                              |
| 1996                                | Rostock (Alemania)                  | Medalla de bronce                   | 4 × 50 m estilos                    |
| 1999                                | Lisboa (Portugal)                   | Medalla de bronce                   | 4 × 50 m estilos                    |